# Nonagria interrogans
Nonagria interrogans är en fjärilsart som beskrevs av Walker 1856. Nonagria interrogans ingår i släktet Nonagria och familjen nattflyn. Inga underarter finns listade i Catalogue of Life.